# Ancien observatoire royal de Bruxelles
L'ancien observatoire royal de Bruxelles est un témoin de l'architecture néo-classique en Belgique à la fin de la période hollandaise, situé place Quetelet à Saint-Josse-ten-Noode, sur la petite ceinture de Bruxelles.

## Historique
L'ancien observatoire royal fut érigé entre 1826 et 1832 par l'architecte de la Ville de Bruxelles Nicolas Roget et son collaborateur Auguste Payen.
Il fut le premier siège de l'Observatoire royal de Belgique, fondé par Adolphe Quetelet qui en fut le premier directeur.
En 1890, l'observatoire fut transféré à Uccle, ce qui entraina l'abandon du bâtiment. Il abrita ultérieurement les bureaux d'une administration et fut restauré en 1990.

## Architecture
Situé dans un petit parc délimité par la place Quetelet, l'avenue de l'Astronomie et l'avenue des Arts (entrée du tunnel Botanique) (square Frick), l'ancien observatoire est constitué de deux ailes orientées nord-sud, reliées par une aile plus basse orientée est-ouest, avec un petit pavillon et une entrée situés au nord.
D'un style néo-classique épuré, ces trois ailes présentent des façades enduites et peintes en blanc.
Chaque façade présente un rez-de-chaussée rythmé par une succession de baies cintrées à imposte.
Séparé du rez-de-chaussée par un puissant cordon de pierre, le premier étage des deux ailes latérales présente une succession de  fenêtres rectangulaires séparées par des pilastres à chapiteaux toscans. Sur les façades est et ouest (qui comptent cinq travées), les fenêtres de la première et de la dernière travée sont bordées de pilastres doubles. 
Les pilastres de l'étage supportent un grand entablement sans ornements surmonté d'une corniche en forte saillie et de toitures à la Mansart qui ne sont pas d'époque : originellement (comme le montrent les photographies anciennes) ces toitures portaient une tourelle abritant les instruments d'observation du ciel.
Faisant écho à la teinte grise des ardoises, les appuis de fenêtre en pierre bleue sont les seuls éléments à rompre avec la couleur blanche des façades.
L'aile droite affiche une plaque commémorative saluant la mémoire d'Adolphe Quetelet, fondateur de l'observatoire.
L'aile centrale, plus basse, présente une entrée en forme de triplet, constituée d'une baie cintrée encadrée de deux baies rectangulaires. Son premier étage est constitué d'une galerie ornée de fines colonnes, ajoutée lors de la restauration de 1990.